# Manuel Gómez de la Torre Gangotena
Manuel Gómez de la Torre (Ibarra, 29 de septiembre de 1815 - Quito, 4 de mayo de 1887) fue un político ecuatoriano, uno de los precursores del movimiento liberalista en el país. Tuvo un destacado papel en la reconstrucción del estado en la época garciana y la época progresista, ocupando el cargo de presidente del congreso nacional.
Gómez de la Torre estuvo encargado del poder durante la presidencia del general José María Urbina, y fue miembro del Gobierno Provisional de Quito en la Crisis Nacional de 1859-1860. En ese puesto estuvo contra de Francisco Robles y alineado con José María Avilés y Gabriel García Moreno. Fue también candidato a la Presidencia de la República.